# Batalha de Albelda
Batalha de Albelda é um nome usado para referir dois confrontos nos arredores de Albelda, Espanha, entre forças cristãs, dirigidas por Ordonho I das Astúrias, e muçulmanas, dirigidas por Muça ibne Muça dos poderosos Banu Cassi.

## Primeira batalha
Da primeira contenda, em 846, resultou a derrota dos cristãos, trazendo como recompensa a nomeação de Muça ibne Muça como uale da Marca Superior (852-859).

## Segunda batalha
Em 859, nova batalha foi travada no mesmo local, agora com Ordonho acompanhado de Garcia Iñiguez de Pamplona, quem, segundo a Crónica de Afonso III, abandonava a aliança tradicional com os Banu Cassi para aliar-se aos asturianos, resultando numa estrondosa vitória cristã.